# Suzukake no ki no michi de „Kimi no hohoemi o yume ni miru” to itte shimattara bokutachi no kankei wa dō kawatte shimau no ka, bokunari ni nannichi ka kangaeta ue de no yaya kihazukashii ketsuron no yō na mono
„Suzukake no ki no michi de „Kimi no hohoemi o yume ni miru” to itte shimattara bokutachi no kankei wa dō kawatte shimau no ka, bokunari ni nannichi ka kangaeta ue de no yaya kihazukashii ketsuron no yō na mono” (jap. 鈴懸の木の道で「君の微笑みを夢に見る」と言ってしまったら僕たちの関係はどう変わってしまうのか、僕なりに何日か考えた上でのやや気恥ずかしい結論のようなもの) – trzydziesty czwarty singel japońskiego zespołu AKB48, wydany w Japonii 11 grudnia 2013 roku przez You! Be Cool. Znany jest także jako „Suzukake nanchara” (jap. 鈴懸なんちゃら).
Singel został wydany w pięciu edycjach: czterech CD+DVD (Type A, Type S, Type N, Type H) oraz „teatralnej” (CD). Osiągnął 1. pozycję w rankingu Oricon i pozostał na liście przez 22 tygodnie, sprzedał się w nakładzie 1 086 491 egzemplarzy. Singel zdobył status płyty Milion.

## Lista utworów
Wszystkie utwory zostały napisane przez Yasushiego Akimoto.

### Type A
| CD  | | | |      |
| Nr  | Tytuł | Kompozycja | Aranżacja | Czas |
| 1.  | „Suzukake no ki no michi de „Kimi no hohoemi o yume ni miru” to itte shimattara bokutachi no kankei wa dō kawatte shimau no ka, bokunari ni nannichi ka kangaeta ue de no yaya kihazukashii ketsuron no yō na mono” (jap. 鈴懸の木の道で「君の微笑みを夢に見る」と言ってしまったら僕たちの関係はどう変わってしまうのか、僕なりに何日か考えた上でのやや気恥ずかしい結論のようなもの) | Tetsurō Oda | Yūichi "Masa" Nonaka | 5:28 |
| 2.  | „Mosh & Dive” | Yūichi Ichikawa | Hiroshi Sasaki | 3:36 |
| 3.  | „Party is over” (wyk. AKB48) | Rikiya Adachi | Rikiya Adachi | 5:52 |
| 4.  | „Suzukake no ki no michi de „Kimi no hohoemi o yume ni miru” to itte shimattara bokutachi no kankei wa dō kawatte shimau no ka, bokunari ni nannichi ka kangaeta ue de no yaya kihazukashii ketsuron no yō na mono” (off vocal version) | Tetsurō Oda | Yūichi "Masa" Nonaka | 5:28 |
| 5.  | „Mosh & Dive” | Yūichi Ichikawa | Hiroshi Sasaki | 3:36 |
| 6.  | „Party is over” (wyk. AKB48) | Rikiya Adachi | Rikiya Adachi | 5:52 |
| DVD | | | |      |
| Nr  | Tytuł | Tytuł | Tytuł | Czas |
| 1.  | „Suzukake no ki no michi de „Kimi no hohoemi o yume ni miru” to itte shimattara bokutachi no kankei wa dō kawatte shimau no ka, bokunari ni nannichi ka kangaeta ue de no yaya kihazukashii ketsuron no yō na mono” (Music Video -Short Film ver.-) | „Suzukake no ki no michi de „Kimi no hohoemi o yume ni miru” to itte shimattara bokutachi no kankei wa dō kawatte shimau no ka, bokunari ni nannichi ka kangaeta ue de no yaya kihazukashii ketsuron no yō na mono” (Music Video -Short Film ver.-) | „Suzukake no ki no michi de „Kimi no hohoemi o yume ni miru” to itte shimattara bokutachi no kankei wa dō kawatte shimau no ka, bokunari ni nannichi ka kangaeta ue de no yaya kihazukashii ketsuron no yō na mono” (Music Video -Short Film ver.-) |      |
| 2.  | „Suzukake no ki no michi de „Kimi no hohoemi o yume ni miru” to itte shimattara bokutachi no kankei wa dō kawatte shimau no ka, bokunari ni nannichi ka kangaeta ue de no yaya kihazukashii ketsuron no yō na mono” (Music Video) | „Suzukake no ki no michi de „Kimi no hohoemi o yume ni miru” to itte shimattara bokutachi no kankei wa dō kawatte shimau no ka, bokunari ni nannichi ka kangaeta ue de no yaya kihazukashii ketsuron no yō na mono” (Music Video)                   | „Suzukake no ki no michi de „Kimi no hohoemi o yume ni miru” to itte shimattara bokutachi no kankei wa dō kawatte shimau no ka, bokunari ni nannichi ka kangaeta ue de no yaya kihazukashii ketsuron no yō na mono” (Music Video)                   |      |
| 3.  | „Mosh & Dive” (Music Video) | „Mosh & Dive” (Music Video) | „Mosh & Dive” (Music Video) |      |
| 4.  | „Party is over” (Music Video) | „Party is over” (Music Video) | „Party is over” (Music Video) |      |

### Type S
| CD  | | | |      |
| Nr  | Tytuł | Kompozycja | Aranżacja | Czas |
| 1.  | „Suzukake no ki no michi de „Kimi no hohoemi o yume ni miru” to itte shimattara bokutachi no kankei wa dō kawatte shimau no ka, bokunari ni nannichi ka kangaeta ue de no yaya kihazukashii ketsuron no yō na mono”                                 | Tetsurō Oda | Yūichi "Masa" Nonaka | 5:28 |
| 2.  | „Mosh & Dive” | Yūichi Ichikawa | Hiroshi Sasaki | 3:36 |
| 3.  | „Escape” (wyk. SKE48) | Yoshimasa Inoue | Yoshimasa Inoue | 4:11 |
| 4.  | „Suzukake no ki no michi de „Kimi no hohoemi o yume ni miru” to itte shimattara bokutachi no kankei wa dō kawatte shimau no ka, bokunari ni nannichi ka kangaeta ue de no yaya kihazukashii ketsuron no yō na mono” (off vocal ver.)                | Tetsurō Oda | Yūichi "Masa" Nonaka | 5:28 |
| 5.  | „Mosh & Dive” (off vocal ver.) | Yūichi Ichikawa | Hiroshi Sasaki | 3:36 |
| 6.  | „Escape” (off vocal ver.) | Yoshimasa Inoue | Yoshimasa Inoue | 4:11 |
| DVD | | | |      |
| Nr  | Tytuł | Tytuł | Tytuł | Czas |
| 1.  | „Suzukake no ki no michi de „Kimi no hohoemi o yume ni miru” to itte shimattara bokutachi no kankei wa dō kawatte shimau no ka, bokunari ni nannichi ka kangaeta ue de no yaya kihazukashii ketsuron no yō na mono” (Music Video -Short Film ver.-) | „Suzukake no ki no michi de „Kimi no hohoemi o yume ni miru” to itte shimattara bokutachi no kankei wa dō kawatte shimau no ka, bokunari ni nannichi ka kangaeta ue de no yaya kihazukashii ketsuron no yō na mono” (Music Video -Short Film ver.-) | „Suzukake no ki no michi de „Kimi no hohoemi o yume ni miru” to itte shimattara bokutachi no kankei wa dō kawatte shimau no ka, bokunari ni nannichi ka kangaeta ue de no yaya kihazukashii ketsuron no yō na mono” (Music Video -Short Film ver.-) |      |
| 2.  | „Suzukake no ki no michi de „Kimi no hohoemi o yume ni miru” to itte shimattara bokutachi no kankei wa dō kawatte shimau no ka, bokunari ni nannichi ka kangaeta ue de no yaya kihazukashii ketsuron no yō na mono” (Music Video)                   | „Suzukake no ki no michi de „Kimi no hohoemi o yume ni miru” to itte shimattara bokutachi no kankei wa dō kawatte shimau no ka, bokunari ni nannichi ka kangaeta ue de no yaya kihazukashii ketsuron no yō na mono” (Music Video)                   | „Suzukake no ki no michi de „Kimi no hohoemi o yume ni miru” to itte shimattara bokutachi no kankei wa dō kawatte shimau no ka, bokunari ni nannichi ka kangaeta ue de no yaya kihazukashii ketsuron no yō na mono” (Music Video)                   |      |
| 3.  | „Mosh & Dive” (Music Video) | „Mosh & Dive” (Music Video) | „Mosh & Dive” (Music Video) |      |
| 4.  | „Escape” (Music Video) | „Escape” (Music Video) | „Escape” (Music Video) |      |
| 5.  | „AKB48 34th Single senbatsu janken taikai Document (kari)” (jap. AKB48 34thシングル 選抜じゃんけん大会ドキュメント（仮）) | „AKB48 34th Single senbatsu janken taikai Document (kari)” (jap. AKB48 34thシングル 選抜じゃんけん大会ドキュメント（仮）) | „AKB48 34th Single senbatsu janken taikai Document (kari)” (jap. AKB48 34thシングル 選抜じゃんけん大会ドキュメント（仮）) |      |

### Type N
| CD  | | | |      |
| Nr  | Tytuł | Kompozycja | Aranżacja | Czas |
| 1.  | „Suzukake no ki no michi de „Kimi no hohoemi o yume ni miru” to itte shimattara bokutachi no kankei wa dō kawatte shimau no ka, bokunari ni nannichi ka kangaeta ue de no yaya kihazukashii ketsuron no yō na mono”                                 | Tetsurō Oda | Yūichi "Masa" Nonaka | 5:28 |
| 2.  | „Mosh & Dive” | Yūichi Ichikawa | Hiroshi Sasaki | 3:36 |
| 3.  | „Kimi to deatte boku wa kawatta!” (jap. 君と出会って僕は変わった) (wyk. NMB48) | Yū Nonaka | Makoto Wakatabe | 4:20 |
| 4.  | „Suzukake no ki no michi de „Kimi no hohoemi o yume ni miru” to itte shimattara bokutachi no kankei wa dō kawatte shimau no ka, bokunari ni nannichi ka kangaeta ue de no yaya kihazukashii ketsuron no yō na mono” (off vocal ver.)                | Tetsurō Oda | Yūichi "Masa" Nonaka | 5:28 |
| 5.  | „Mosh & Dive” (off vocal ver.) | Yūichi Ichikawa | Hiroshi Sasaki | 3:36 |
| 6.  | „Kimi to deatte boku wa kawatta!” (jap. 君と出会って僕は変わった) (off vocal ver.) | Yū Nonaka | Makoto Wakatabe | 4:20 |
| DVD | | | |      |
| Nr  | Tytuł | Tytuł | Tytuł | Czas |
| 1.  | „Suzukake no ki no michi de „Kimi no hohoemi o yume ni miru” to itte shimattara bokutachi no kankei wa dō kawatte shimau no ka, bokunari ni nannichi ka kangaeta ue de no yaya kihazukashii ketsuron no yō na mono” (Music Video -Short Film ver.-) | „Suzukake no ki no michi de „Kimi no hohoemi o yume ni miru” to itte shimattara bokutachi no kankei wa dō kawatte shimau no ka, bokunari ni nannichi ka kangaeta ue de no yaya kihazukashii ketsuron no yō na mono” (Music Video -Short Film ver.-) | „Suzukake no ki no michi de „Kimi no hohoemi o yume ni miru” to itte shimattara bokutachi no kankei wa dō kawatte shimau no ka, bokunari ni nannichi ka kangaeta ue de no yaya kihazukashii ketsuron no yō na mono” (Music Video -Short Film ver.-) |      |
| 2.  | „Suzukake no ki no michi de „Kimi no hohoemi o yume ni miru” to itte shimattara bokutachi no kankei wa dō kawatte shimau no ka, bokunari ni nannichi ka kangaeta ue de no yaya kihazukashii ketsuron no yō na mono” (Music Video)                   | „Suzukake no ki no michi de „Kimi no hohoemi o yume ni miru” to itte shimattara bokutachi no kankei wa dō kawatte shimau no ka, bokunari ni nannichi ka kangaeta ue de no yaya kihazukashii ketsuron no yō na mono” (Music Video)                   | „Suzukake no ki no michi de „Kimi no hohoemi o yume ni miru” to itte shimattara bokutachi no kankei wa dō kawatte shimau no ka, bokunari ni nannichi ka kangaeta ue de no yaya kihazukashii ketsuron no yō na mono” (Music Video)                   |      |
| 3.  | „Mosh & Dive” (Music Video) | „Mosh & Dive” (Music Video) | „Mosh & Dive” (Music Video) |      |
| 4.  | „Kimi to deatte boku wa kawatta!” (jap. 君と出会って僕は変わった) (Music Video) | „Kimi to deatte boku wa kawatta!” (jap. 君と出会って僕は変わった) (Music Video) | „Kimi to deatte boku wa kawatta!” (jap. 君と出会って僕は変わった) (Music Video) |      |
| 5.  | „Saijaku joō kettei-sen: Ura janken taikai (kari)” (jap. 最弱女王決定戦 裏じゃんけん大会（仮）) | „Saijaku joō kettei-sen: Ura janken taikai (kari)” (jap. 最弱女王決定戦 裏じゃんけん大会（仮）) | „Saijaku joō kettei-sen: Ura janken taikai (kari)” (jap. 最弱女王決定戦 裏じゃんけん大会（仮）) |      |

### Type H
| CD  | | | |      |
| Nr  | Tytuł | Kompozycja | Aranżacja | Czas |
| 1.  | „Suzukake no ki no michi de „Kimi no hohoemi o yume ni miru” to itte shimattara bokutachi no kankei wa dō kawatte shimau no ka, bokunari ni nannichi ka kangaeta ue de no yaya kihazukashii ketsuron no yō na mono”                                 | Tetsurō Oda | Yūichi "Masa" Nonaka | 5:28 |
| 2.  | „Mosh & Dive” | Yūichi Ichikawa | Hiroshi Sasaki | 3:36 |
| 3.  | „Wink wa 3-kai” (jap. ウインクは3回) (wyk. HKT48) | truly truth | Yūichi "Masa" Nonaka | 4:17 |
| 4.  | „Suzukake no ki no michi de „Kimi no hohoemi o yume ni miru” to itte shimattara bokutachi no kankei wa dō kawatte shimau no ka, bokunari ni nannichi ka kangaeta ue de no yaya kihazukashii ketsuron no yō na mono” (off vocal ver.)                | Tetsurō Oda | Yūichi "Masa" Nonaka | 5:28 |
| 5.  | „Mosh & Dive” (off vocal ver.) | Yūichi Ichikawa | Hiroshi Sasaki | 3:36 |
| 6.  | „Wink wa 3-kai” (jap. ウインクは3回) (off vocal ver.) | truly truth | Yūichi "Masa" Nonaka | 4:17 |
| DVD | | | |      |
| Nr  | Tytuł | Tytuł | Tytuł | Czas |
| 1.  | „Suzukake no ki no michi de „Kimi no hohoemi o yume ni miru” to itte shimattara bokutachi no kankei wa dō kawatte shimau no ka, bokunari ni nannichi ka kangaeta ue de no yaya kihazukashii ketsuron no yō na mono” (Music Video -Short Film ver.-) | „Suzukake no ki no michi de „Kimi no hohoemi o yume ni miru” to itte shimattara bokutachi no kankei wa dō kawatte shimau no ka, bokunari ni nannichi ka kangaeta ue de no yaya kihazukashii ketsuron no yō na mono” (Music Video -Short Film ver.-) | „Suzukake no ki no michi de „Kimi no hohoemi o yume ni miru” to itte shimattara bokutachi no kankei wa dō kawatte shimau no ka, bokunari ni nannichi ka kangaeta ue de no yaya kihazukashii ketsuron no yō na mono” (Music Video -Short Film ver.-) |      |
| 2.  | „Suzukake no ki no michi de „Kimi no hohoemi o yume ni miru” to itte shimattara bokutachi no kankei wa dō kawatte shimau no ka, bokunari ni nannichi ka kangaeta ue de no yaya kihazukashii ketsuron no yō na mono” (Music Video)                   | „Suzukake no ki no michi de „Kimi no hohoemi o yume ni miru” to itte shimattara bokutachi no kankei wa dō kawatte shimau no ka, bokunari ni nannichi ka kangaeta ue de no yaya kihazukashii ketsuron no yō na mono” (Music Video)                   | „Suzukake no ki no michi de „Kimi no hohoemi o yume ni miru” to itte shimattara bokutachi no kankei wa dō kawatte shimau no ka, bokunari ni nannichi ka kangaeta ue de no yaya kihazukashii ketsuron no yō na mono” (Music Video)                   |      |
| 3.  | „Mosh & Dive” (Music Video) | „Mosh & Dive” (Music Video) | „Mosh & Dive” (Music Video) |      |
| 4.  | „Wink wa 3-kai” (jap. ウインクは3回) (Music Video) | „Wink wa 3-kai” (jap. ウインクは3回) (Music Video) | „Wink wa 3-kai” (jap. ウインクは3回) (Music Video) |      |
| 5.  | „LOVE shugyō” (jap. LOVE修行) | „LOVE shugyō” (jap. LOVE修行) | „LOVE shugyō” (jap. LOVE修行) |      |

### Wer. teatralna
| CD | |                 |                      |      |
| Nr | Tytuł | Kompozycja      | Aranżacja            | Czas |
| 1. | „Suzukake no ki no michi de „Kimi no hohoemi o yume ni miru” to itte shimattara bokutachi no kankei wa dō kawatte shimau no ka, bokunari ni nannichi ka kangaeta ue de no yaya kihazukashii ketsuron no yō na mono”                     | Tetsurō Oda     | Yūichi "Masa" Nonaka | 5:28 |
| 2. | „Mosh & Dive” | Yūichi Ichikawa | Hiroshi Sasaki       | 3:36 |
| 3. | „Erande Rainbow” (jap. 選んでレインボー) (wyk. Tentōmu Chu!) | Tomonori Inoue  | Takeshi Masuda       | 4:20 |
| 4. | „Suzukake no ki no michi de „Kimi no hohoemi o yume ni miru” to itte shimattara bokutachi no kankei wa dō kawatte shimau no ka, bokunari ni nannichi ka kangaeta ue de no yaya kihazukashii ketsuron no yō na mono” (off vocal version) | Tetsurō Oda     | Yūichi "Masa" Nonaka | 5:28 |
| 5. | „Mosh & Dive” (off vocal version) | Yūichi Ichikawa | Hiroshi Sasaki       | 3:36 |
| 6. | „Erande Rainbow” (jap. 選んでレインボー) (off vocal version) | Tomonori Inoue  | Takeshi Masuda       | 4:20 |

## Skład zespołu
| „Suzukake no ki no michi de (...)” |
| --- |
| Członkinie zostały wybrane w przez AKB48 34th Single Senbatsu Janken Taikai (jap. AKB48 34thシングル選抜じゃんけん大会): - Team A: Yūka Tano (7.), Ayaka Kikuchi (8.), Yukari Sasaki (14.) - Team K: Maria Abe (5.), Rina Hirata (3.), Rie Kitahara (10.) - Team B: Wakana Natori (6.), Shizuka Ōya (9.), Reina Fujie (11.) - Kenkyūsei: Mizuki Tsuchiyasu (13.), Ami Yumoto (16.) - Team B / SKE48 Team KII: Mina Ōba (4.) - SKE48 Team S / AKB48 Team K: Jurina Matsui (środek, 1.) - SKE48 Team E / AKB48 Team K: Nao Furuhata (15.) - NMB48 Team BII: Emika Kamieda (2.) - NMB48 Kenkyūsei: Mizuki Uno (12.) |

| „Mosh & Dive” |
| --- |
| - Team A: Mayu Watanabe (środek), Anna Iriyama, Rina Kawaei, Minami Takahashi, Yui Yokoyama - Team K: Yūko Ōshima (środek), Asuka Kuramochi, Mariya Nagao, Tomu Mutō - Team B: Ayaka Umeda, Yuki Kashiwagi, Rena Katō, Haruna Kojima, Haruka Shimazaki - Team 4: Saho Iwatate, Minami Minegishi, Yuiri Murayama - Team B / NMB48 Team N: Miori Ichikawa, Miyuki Watanabe - SKE48 Team KII: Akari Suda - SKE48 Team E: Rena Matsui - NMB48 Team N: Sayaka Yamamoto - HKT48 Team H / AKB48 Team A: Haruka Kodama - HKT48 Team H: Rino Sashihara - JKT48 Team J / AKB48 Team B: Aki Takajō |

| „Party is over” |
| --- |
| - Team A: Anna Iriyama, Rina Kawaei, Minami Takahashi, Yui Yokoyama, Mayu Watanabe - Team K: Yūko Ōshima, Mariya Nagao - Team B: Yuki Kashiwagi, Rena Katō, Haruna Kojima, Haruka Shimazaki - Team 4: Nana Okada, Mako Kojima, Miki Nishino, Minami Minegishi - Kenkyūsei: Nana Owada (środek) |

| „Escape” |
| --- |
| - SKE48 Team S : Anna Ishida, Masana Ōya, Yuria Kizaki, Yūka Nakanishi, Manatsu Mukaida - SKE48 Team S / AKB48 Team K: Jurina Matsui - SKE48 Team KII: Mizuho Yamada (środek), Aya Shibata, Akari Suda, Akane Takayanagi, Airi Furukawa - SKE48 Team KII / AKB48 Team B: Mina Ōba - SKE48 Team E: Rion Azuma, Kanon Kimoto, Nanako Suga, Rena Matsui - SKE48 Team E / AKB48 Team K: Nao Furuhata - SKE48 Kenkyūsei: Ryōha Kitagawa |

| „Kimi to deatte boku wa kawatta!” |
| --- |
| - Team B / NMB48 Team N: Miori Ichikawa, Miyuki Watanabe - NMB48 Team N: Mayu Ogasawara, Riho Kotani, Kei Jonishi, Miru Shiroma, Sayaka Yamamoto, Akari Yoshida - NMB48 Team M: Yui Takano, Sae Murase, Nana Yamada - NMB48 Team M / AKB48 Team A: Fūko Yagura - NMB48 Team BII: Yūka Kato, Emika Kamieda, Shu Yabushita - NMB48 Kenkyūsei: Nagisa Shibuya (środek) |

| „Wink wa 3-kai” |
| --- |
| - Team A / HKT48 Team H: Haruka Kodama - HKT48 Team H: Chihiro Anai, Aika Ōta, Serina Kumazawa, Rino Sashihara, Natsumi Tanaka, Natsumi Matsuoka, Sakura Miyawaki, Anna Murashige, Aoi Motomura, Madoka Moriyasu - HKT48 Kenkyūsei: Nako Yabuki (środek), Kanna Okada, Meru Tashima, Mio Tomonaga, Mai Fuchigami |

| „Erande Rainbow” |
| --- |
| - Team 4: Mako Kojima (środek), Nana Okada, Miki Nishino - SKE48 Kenkyūsei: Ryōha Kitagawa - NMB48 Kenkyūsei: Nagisa Shibuya - HKT48 Kenkyūsei: Meru Tashima, Mio Tomonaga |

## Notowania
| Lista                             | Pozycja |
| --------------------------------- | ------- |
| Oricon Weekly Singles Chart       | 1       |
| Oricon Yearly Singles Chart       | 3       |
| Billboard Japan Hot 100           | 1       |
| Billboard Japan Hot Singles Sales | 1       |

## Inne wersje
- Indonezyjska grupa JKT48, wydała własną wersję dwóch piosenek
  - „Wink wa 3-kai” na ósmym singlu Kaze wa Fuiteiru w 2014 roku.
  - „Escape” na dziewiątym singlu Pareo wa Emerald w 2015 roku.